# Clause d'antériorité
En droit, une clause d'antériorité, ou disposition maintenant les droits acquis, est une disposition légale permettant que, lors de l'adoption d'une nouvelle loi, les conditions de l'ancienne loi puissent s'appliquer à ceux qui en bénéficiaient déjà, généralement pour une période limitée. L'expression américaine pour décrire ces dispositions est grandfather clause, littéralement « clause du grand-père » (calque souvent utilisé au Canada).

## Origine
Le terme est issu de l'histoire du droit de vote aux États-Unis. En 1866, lors de la Reconstruction, les esclaves noirs américains sont émancipés. Lorsque le droit de vote est accordé à tous les citoyens en vertu du XVe amendement de la Constitution, il est soumis à des restrictions selon les États. Dans plusieurs États du Sud, des mesures économiques et culturelles viennent réduire ce droit de vote : il peut s'agir de posséder une surface minimale de terrain, un cens électoral, ou de savoir lire et écrire la Constitution. Par mesure dérogatoire, le droit de vote est reconnu aux personnes ne satisfaisant pas à ces conditions, mais qui avaient, ou dont le père ou le grand-père avait déjà le droit de vote au 1er janvier 1866, c'est-à-dire antérieurement à la guerre de Sécession. Cette mesure crée une distorsion entre les anciens électeurs et les nouveaux, et vise en premier lieu les Noirs, afin que les gouvernements démocrates puissent mettre en place les lois Jim Crow. Elle est déclarée inconstitutionnelle par la Cour suprême en 1915. Les clauses légales instituant une double application d'une loi en fonction d'un statut antérieur à la promulgation d'une loi portent désormais ce nom de clause du grand-père.

## Justifications et exemples
Si initialement ce type de clause a été édicté afin de générer un droit à deux vitesses, il est quelquefois utilisé afin de permettre à la société de s'adapter lors d'un changement de loi.  Son utilisation est de fait extrêmement répandue. Ainsi, en France, on peut relever l'existence d'une telle clause dans la législation financière concernant le seuil de lancement obligatoire d'une offre publique d'achat. Selon une modification législative applicables au 1er février 2011, les actionnaires détenant plus de 30 % du capital ou des droits de vote d'une société étaient tenus de faire une offre publique d'achat, alors que le seuil précédent était du tiers. Pour éviter que tous les actionnaires dont le taux de détention était compris entre 30 % et 33,33 % ne soient tenus de vendre en catastrophe, ou de faire une offre ne correspondant à leur volonté ou leurs moyens, une telle clause a été insérée, laissant un délai supplémentaire d'un an aux personnes dans cette situation.
La clause est aussi fréquemment utilisée lorsque de nouvelles exigences de diplômes sont mis en place pour pouvoir exercer une profession (bien que cela ne soit pas systématique), par exemple celle de psychothérapeute. Elle génère souvent de fortes contestations, la disparité créée générant un sentiment d'injustice.[Quoi ?]

## Clause orphelin
Par dérivation, le droit américain utilise la notion d’orphan clause. Ce terme a été francisé au Québec dans les relations du travail pour désigner des conditions d’embauche inférieures, pour les nouveaux salariés, à celles consenties aux employés embauchés auparavant. Toutefois, son emploi est déconseillé par le ministère de la Justice, qui préconise d'utiliser en remplacement « clause de disparité de traitement ».